# Hamadi Jebali

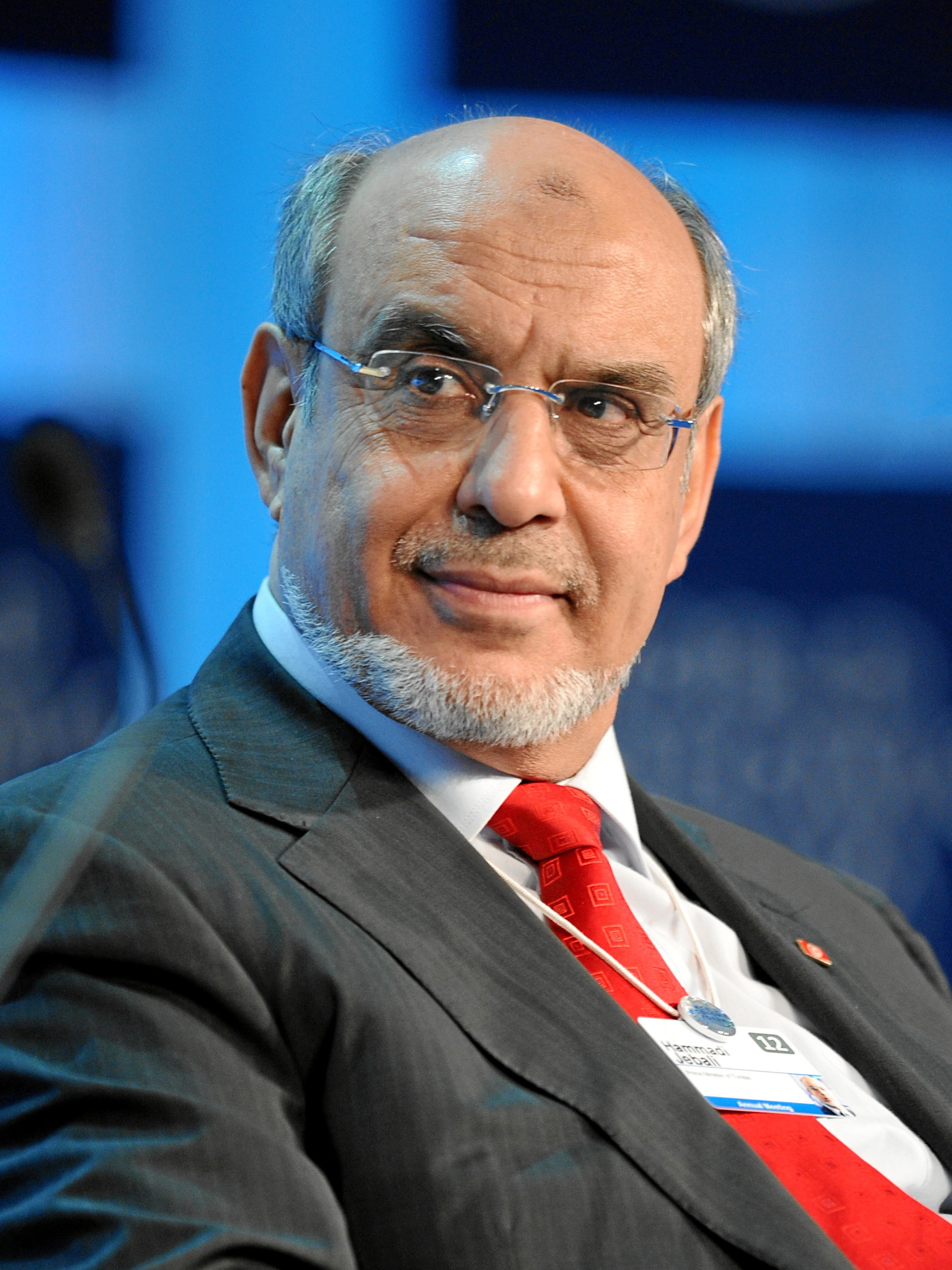
Jebali während des WEFs 2012

Hamadi Jebali (arabisch حمادي الجبالي Hammadi al-Dschibali, DMG Ḥammādī al-Ǧibālī; * 12. Januar 1949 in Sousse) ist ein tunesischer Ingenieur, Journalist und Politiker. Vom 24. Dezember 2011 bis 19. Februar 2013 war er für die gemäßigt islamistische Ennahda-Bewegung Premierminister Tunesiens.

## Ausbildung und Beruf
Jebali wurde 1949 in Sousse geboren. Er studierte Ingenieurwissenschaften. Er erhielt sein Lizenziat in Maschinenbau von der Universität Tunis und schloss ein Magisterstudium in Photovoltaik in Paris ab. Als Experte für Sonnen- und Windenergietechnik gründete er seine eigene Firma in seiner Heimatstadt Sousse.

## Politische und journalistische Tätigkeit
1981 schloss er sich der islamistischen Bewegung Tunesiens, die damals Mouvement de la tendance islamique (MTI) hieß, an. Er war Leiter und Chefredakteur von „Al-Fajr“ („Die Morgendämmerung“), der früheren Wochenzeitschrift der islamistischen Ennahda-Partei. Zudem war er langjähriges Vorstandsmitglied und Generalsekretär von Ennahda.

## Strafverfolgung und Inhaftierung
Im Juni 1990 veröffentlichte Al-Fajr einen Artikel von Raschid al-Ghannuschi unter dem Titel „Das Volk des Staates oder der Staat des Volkes?“. Jebali wurde für die Veröffentlichung verantwortlich gemacht und erhielt eine Bewährungsstrafe sowie eine Geldstrafe in Höhe von 1500 Dinar für die Vergehen der Anstiftung zu Gesetzesverletzungen und des Aufrufs zum Aufruhr. Im November 1990 druckte die Zeitschrift den Aufsatz des Juristen Mohammed Nouri „Wann werden die Militärgerichte, die als Sondergerichte dienen, abgeschafft?“. Diesmal verurteilte Jebali ein Militärgericht zu einem Jahr Gefängnisstrafe für Beleidigung einer Justizinstitution.
Im Mai 1992 behauptete die Regierung, sie habe angeblich Pläne der Ennahda zur Tötung des Präsidenten Ben Ali und zur Errichtung eines islamischen Staats aufgedeckt; im August wurde Jebali mit 170 weiteren Ennahda-Anhängern wegen versuchten Umsturzes angeklagt. Jebali beteuerte, dass er von dem Komplott keine Kenntnis habe, und behauptete gefoltert worden zu sein, wobei er Narben an seinem Körper zum Beweis zeigte. Das Verfahren wurde von Beobachtern von Amnesty International, Human Rights Watch und dem Anwaltskomitee für Menschenrechte als unfair bezeichnet. Am 28. August 1992 wurde Jebali wegen Mitgliedschaft in einer illegalen Organisation und versuchten Staatsstreichs zu einer 16-jährigen Haftstrafe verurteilt. Der Kassationshof bestätigte das Urteil.
Seine Haftbedingungen waren hart. Elf der 15 Jahre saß er in Isolationshaft „ohne Buch, ohne Zeitung, ohne Koran“, wie er bei seinem ersten Auslandsaufenthalt, der ihn nach Berlin führte, berichtete. Jebali trat mehrfach in Hungerstreik, um gegen die Haftbedingungen (Folterungen) und seine Verurteilung zu protestieren. Zwei davon dauerten jeweils 36 Tage an. Im Februar 2006, anlässlich des 50. Jahrestags der Unabhängigkeit Tunesiens, wurde Jebali zur Bewährung entlassen.

## Nach der tunesischen Revolution
Nach der Revolution in Tunesien 2010/2011 wurde Ennahda legalisiert. Seitdem war Hamadi Jebali als Generalsekretär und Sprecher der Partei in der Öffentlichkeit präsent. Im Mai 2011 reiste er auf Einladung des Center for the Study of Islam and Democracy nach Washington, D.C., wo er die US-Senatoren John McCain und Joe Lieberman traf.
Nach dem Sieg der Ennahda bei der Wahl zur Verfassunggebenden Versammlung am 23. Oktober 2011 nominierte ihn die Partei für das Amt des Premierministers. Am 24. Dezember 2011 wurde er vom kurz zuvor von der Verfassunggebenden Versammlung gewählten neuen Präsidenten Moncef Marzouki zum Premierminister ernannt. Jebali wird dem Reformflügel seiner Partei zugerechnet.
Nach der Ermordung des Oppositionspolitikers Chokri Belaïd Anfang Februar 2013 und daraus resultierenden Massenprotesten schlug Jebali die Bildung einer parteilosen Experten-Regierung vor. Die Initiative wurde aber abgelehnt, vor allem aus seiner eigenen Partei. Am 19. Februar 2013 gab Jebali in einer Fernsehansprache seinen Rücktritt vom Amt des Premierministers bekannt.
Weil sich seine Partei im Wahlkampf zur Präsidentschaft Tunesiens Ende 2014 nicht zur Unterstützung des bisherigen Interimspräsidenten Moncef Marzouki entschloss, trat er am 10. Dezember 2014 unter Protest aus seiner Partei aus. Er lehnte es Anfang 2015 ab, sich der neugegründeten Partei des bei der Wahl unterlegenen Marzouki anzuschließen und kündigte im April 2015 an, eine eigene Partei zu gründen, die Front zur Verteidigung der Freiheiten, um eine wirkungsvolle Opposition gegen das von einer äußerst breiten Parlamentsmehrheit unterstützte Kabinett Essid zu bilden.